# Соловецкое озеро (Нижегородская область)
Соловецкое — малое озеро в Ветлужском районе Нижегородской области, в междуречье реки Большая Какша и Чёрной реки, в 6 км к востоку от деревни Ченебечиха.
Озеро круглое, 50—70 м в диаметре.
В феврале 2016 года на озеро приезжала экспедиция из Нижнего Новгорода под руководством кандидата географических наук, доцента Мининского университета — Асташина Андрея Евгеньевича. При обследовании озера выяснилось, что оно имеет почти правильную воронкообразную котловину с мощной сплавиной по берегам. Максимальная глубина составила 13,9 метра. Была сделана батиметрическая карта озера.
К озеру проявляют интерес туристы. Они бывают здесь в летнее и зимнее время.
Вода в озере ключевая, всегда холодная. Из озера вытекает небольшой ручей в соседнее Казанское болото. Берега заболоченные, часть поверхности озера покрыта плавучим ковром из болотной растительности и мха.
По преданиям, название озеру дали монахи (старообрядцы), которые бежали в Ветлужский край из монастыря на Соловках после десятилетней осады.

## Клад
По легендам, в районе этого озера прятались бывшие воины Степана Разина. Разбойник Ляля, ограбив в Ченебечихе монастырь, затопил в озере драгоценности и золото. Он положил награбленное в бочку и опустил её в воду озера на сохранность, приковав бочку цепями к сосне. Так гласит легенда.